# Cool Rasta
A  Cool Rasta egy 1976-os roots lemez a The Heptones zenekartól.

## Számok
1. Cool Rasta 3:03
2. Black On Black (aka Be A Man) 2:42
3. Peace And Harmony 2:45
4. Do Good To Everyone 2:49
5. Dreadlock 3:28
6. Suffering So 3:30
7. Autolene 3:14
8. Bagaboo 2:40
9. Wah Go Home 4:12
10. Over And Over 3:15
11. Rasta Dub 2:51
12. Book of Rules 3:00
13. Book Of Rules (Version) 2:52
14. Ganja 3:23
15. World 3:59
16. Mama Say 3:13
17. Country Boy 2:57